# Васильковский сельский совет (Лохвицкий район)
Васильковский сельский совет (укр. Васильківська сільська рада) — входит в состав
Лохвицкого района
Полтавской области
Украины.
Административный центр сельского совета находится в 
с. Васильки.

## История
- 1918 — дата образования.

## Населённые пункты совета
- с. Васильки
- с. Гаевщина
- с. Христановка